# 522 Хелга
522 Хелга (енгл. 522 Helga) је астероид. Приближан пречник астероида је 101,22 km,
а средња удаљеност астероида од Сунца износи 3,627 астрономских јединица (АЈ).
Инклинација (нагиб) орбите у односу на раван еклиптике је 4,436 степени, а орбитални период износи 2523,496 дана (6,908 година). Ексцентрицитет орбите астероида износи 0,075.
Апсолутна магнитуда астероида износи 9,12 а геометријски албедо 0,038.
Астероид је откривен 10. јануара 1904. године.